# 多特冰隆
多特冰隆（英語：Dott Ice Rise）是南極洲的冰隆，位於埃爾斯沃思地，長約40公里，美國地質調查局根據測量和該國海軍的空中照片繪入地圖，現時由南極條約體系管理。
79°18′S 81°48′W / 79.300°S 81.800°W